# Karen Cheryl
Pour les articles homonymes, voir Morizet.
Isabelle Morizet, connue également sous son nom de scène Karen Cheryl, née le 19 juillet 1955 à Saint-Germain-en-Laye (Seine-et-Oise), est une chanteuse, comédienne, animatrice de radio et de télévision française.
Elle est d'abord connue, sous le pseudonyme de « Carène Cheryl » puis « Karen Cheryl », comme chanteuse de variétés dans les années 1970 et 1980, avant de devenir animatrice audiovisuelle et comédienne (notamment dans des sitcoms).
Au début des années 2000, elle reprend son nom de naissance, Isabelle Morizet.

## Biographie

### Jeunesse et débuts
Isabelle Morizet débute dans la musique en prenant des cours de batterie et obtient le premier prix du Conservatoire de musique de Saint-Germain-en-Laye. Elle précisera à plusieurs reprises avoir obtenu ce premier prix ex æquo avec un homme qui deviendra batteur de Johnny Hallyday[réf. nécessaire].
Sous la direction de l'un de ses oncles, Jean-Louis Viale (en), qui est un grand batteur de jazz, et avec des musiciens, elle enregistre une maquette sur des airs de jazz.
Après son baccalauréat obtenu avec mention passable, elle envisage d'étudier dans la recherche en laboratoire. C'est alors que la fameuse maquette refait surface. Contactée par l'éditeur de musique Max Amphoux, elle passe fin 1974 une audition chez Claude Carrère, qui souhaite trouver une nouvelle Sheila. Elle a été repérée non pas par Claude Carrère, mais par son secrétaire Humbert Petrucci, alias Humbert Ibach, dit « Mémé ».

### Chanson
Dans les années 1970 et 1980, Isabelle Morizet mène une carrière de chanteuse de variété, dans un style néo-yéyé imitant la musique pop adaptée des chansons américaines ou étrangères qui avaient fait le succès des chanteurs yéyé. Mais, alors que ce genre de chansons dominaient les hit-parades durant l'époque yéyé dans les années 1960, leur âge d'or est alors révolu en France depuis déjà quelques années.
Son premier 45 tours, Garde-moi avec toi, sort en 1975 sous le nom de « Carène Cheryl », il est suivi de Ma vie n'appartient qu'à toi, Aimée ou amoureuse et Samedi dimanche et fêtes, qui connaissent un succès d'estime. Mais après les titres Mamma Mia, reprise du groupe Abba (1976) ou L'amour que l'on se donne (1977), elle connaît un fléchissement de ses ventes, si bien que son producteur décide, à l'instar de Claude Carrère pour Sheila, de lui faire enregistrer des titres disco en anglais.
En 1978, elle effectue un stage de danse à New York, change de look (la queue de cheval remplace les cheveux longs), enregistre en anglais et américanise son nom de scène en remplaçant son prénom Carène par Karen. En 1978 et 1979, les titres Sing to me mama et Show me you're man enough sont de grands succès.
En 1980, Maritie et Gilbert Carpentier lui proposent un Numéro un en vedette, à condition qu'elle y chante en français. À la va-vite et pour l'occasion, ses deux tubes disco sont adaptés en français et c'est ainsi que, sous la plume de Claude Lemesle, Sing to me mama devient Chante pour nous mama et Show me you're man enough devient La marche des machos. L'émission est un succès d'audience et ces adaptations sortent en 45-tours. Poussé par ce succès, son producteur demande à Didier Barbelivien d'adapter un titre qu'elle avait enregistré en anglais, I hope it's me, qui deviendra Si… : le single sera disque d'or, si bien que la version originale sort au printemps 1981 (ne connaissant toutefois pas le même succès).
En 1981, Les nouveaux romantiques, adaptation par Didier Barbelivien du tube de Ricchi e Poveri Sarà perché ti amo, est un nouveau succès, suivi en 1982 d'un titre en hommage à Claude François, Je me souviens, et d'une seconde adaptation d'un titre de Ricchi & Poveri, Made in Italy, qui devient Oh ! Chéri chéri... et obtient un disque d'or. En 1983, paraissent les titres Twister ma peine (en duo avec Sandra) et Pense à moi quand même.
En 1984, elle refuse que son producteur fasse d'elle une ambassadrice Disney et sort trois 45-tours chez Ibach avant de rompre son contrat avec ce dernier (Vive les hommes, Maman la plus belle du monde, reprise de la chanson de Luis Mariano, et Feelings, reprise disco de la chanson de Morris Albert). À cette époque, elle tourne dans le film J'ai rencontré le père Noël de Christian Gion, qui sort pour Noël 1984 et dont elle enregistre les chansons de la bande originale composée par Francis Lai. Le film est un échec et la BO qui est éditée sans l’autorisation de Ibach et par un autre label, sera retirée de la vente puis ressortira après avoir été réinterprétée par la chanteuse Tilda.
Entre 1985 et 1991, Karen Cheryl signe successivement des contrats et sort cinq 45-tours : chez WEA (Amore mio, Golden girl et Pas d'panik en 1985), Polydor (À l'envers, à l'endroit en 1987) et Flarenasch/Carrère (Où sont les anges ? en 1989, dont elle est l'autrice avec sa sœur Sophia Morizet). Mais, bien que bénéficiant de passages télévisuels promotionnels importants, aucun de ces disques ne parvient à entrer au Top 50. En 1991, et après réconciliation, elle accepte de signer un nouveau contrat avec son premier producteur Humbert Ibach, ce qui donne lieu à la sortie du titre L'amour fou, qui ne trouve pas non plus son public.
Après ces échecs successifs, Karen Cheryl décide de laisser de côté sa carrière de chanteuse et de se consacrer à l'animation d'émissions de télévision, puis de radio et de jouer dans des sitcoms.
En 1999, elle enregistre un album de reprises de chansons françaises (de France Gall, Françoise Hardy, Nicolas Peyrac entre autres) avec le groupe Dear Garçon, mais l'album ne sort qu'au Québec[réf. souhaitée].

### Télévision
À partir des années 1980, Karen Cheryl est également animatrice de télévision. Elle anime notamment des émissions destinées à la jeunesse telles que Vitamine sur TF1 en 1985-1986 puis la La Lucarne d'Amilcar sur M6 de 1987 à 1989. Par ailleurs, elle participe à deux émissions spéciales de Dorothée : Dorothée : Le Show sur Antenne 2 en 1983 et Dorothée Show en 1987 sur TF1.
Elle présente le jeu interactif Hugo Délire, mis à l'antenne le 7 septembre 1992, le jour où la chaîne FR3 devient France 3. L'émission est programmée du lundi au samedi après 20 heures, puis diffusée seulement le mercredi après-midi à partir de septembre 1993 sous le titre Les Délires d'Hugo, avant son arrêt en juin 1994.
Du milieu à la fin des années 1990, Karen Cheryl joue dans des séries de TF1 : elle tient le rôle secondaire de Karen Garnier (la sœur de Claire et de Stéphanie Garnier) dans 12 épisodes de la sitcom Les Filles d'à côté puis en devient l'un des personnages principaux dans la suite Les Nouvelles Filles d'à côté en 1995-1996. Elle apparaît ensuite dans un épisode de Jamais deux sans toi...t et tient l'un des rôles principaux de la série Ma voyante préférée en 1998-1999.
Le 2 mars 1999 et le 15 mars 2000, elle coprésente, avec Julien Lepers, l’émission de la sélection française pour le Concours Eurovision de la chanson, en première partie de soirée et en direct sur France 3. Elle devient ensuite plus rare à la télévision au début des années 2000, officiant essentiellement à la radio (Europe 1) sous son vrai nom Isabelle Morizet.
Elle fait un vrai retour à la télévision en 2007, sur France Télévisions. Elle participe au divertissement Les Années bonheur sur France 2, avec Fabien Lecœuvre, au côté de Patrick Sébastien. À partir de la même année, dans l'émission Les Grands du rire animée par Yves Lecoq sur France 3, elle présente la rubrique Étoiles de légende avec Henry-Jean Servat. Le 24 janvier 2011, elle présente avec ceux-ci sur la même chaîne, un divertissement musical consacré à l'Italie, Je t'aime à l'italienne[réf. souhaitée].
Le 22 août 2011, toujours sur France 3, elle anime Été Party 80 dans les arènes de Dax. Elle accepte de chanter son titre Oh chéri chéri en play-back, poussée par le public. Ce passage télévisé entraînera son éviction de la co-présentation de l'émission Les Années bonheur avec Patrick Sébastien, où il était prévu qu'elle rechante mais où elle refusait toujours de le faire. Elle ne reviendra donc plus dans le programme. Cependant, Isabelle Morizet apporte une autre version. Elle réfute le fait d'avoir été remerciée et précise que c'était « son choix de partir après un comportement grossier de l'animateur lors du tournage d'une émission ». Elle continue alors de coanimer Les Grands du rire jusqu'à l'arrêt de l'émission en juin 2019.

### Radio
Dans les années 1990, elle est l'une des sociétaires des Grosses Têtes sur RTL animées alors par Philippe Bouvard.
Sous le nom de Karen Cheryl, elle anime l'émission SLC sur Europe 1 de 1999 à 2001.
À la rentrée 2001, Karen Cheryl abandonne son nom de scène pour « redevenir » Isabelle Morizet,,. Dans l'émission Y'a un début à tout de Daniela Lumbroso, diffusée sur France 2 le 16 octobre 2001, Isabelle Morizet interviewe Karen Cheryl (dans une séquence réalisée avec trucage) et lui dit adieu,. De 2001 à 2008, elle interviewe sur Europe 1 des personnalités de divers horizons dans une émission diffusée le week-end.
En janvier 2012, la nouvelle direction d'Europe 1 la rappelle pour une nouvelle émission intitulée Il n'y a pas qu'une vie dans la vie, diffusée d'abord tous les dimanches de 14 h à 15 h, qui propose de passer une heure en tête-à-tête avec des invités d’horizons différents (acteurs, chanteurs, écrivains, etc.) pour comprendre les grandes étapes de leur vie privée et professionnelle. Forte de ce succès, l'émission est reconduite à la rentrée 2015 de 15 h à 16 h mais prend fin en juin 2016[réf. souhaitée]. En 2019, l'émission est de nouveau programmée.
En septembre 2016, elle anime une émission où elle reçoit des personnalités, le samedi et le dimanche de 11 h à 12 h.

### Vie privée
Isabelle Morizet est la sœur aînée de Sophia Morizet, ingénieure du son, qui a composé pour elle plusieurs titres[réf. nécessaire].
Dans les années 1980, elle est en couple avec l'avocat Éric Tubiana. Elle a un fils, Oscar, né le 9 juillet 1995, avec le dessinateur Jean-Claude Götting.
En 2002, elle épouse Jérôme Bellay, alors directeur de la station de radio Europe 1.

## Discographie

### Ventes et succès
Karen Cheryl revendique 20 millions de disques vendus. Toutefois, selon le site Infodisc, ses ventes de disques réelles sont estimées à 5,4 millions en France et, malgré des titres enregistrés en anglais, le succès de la chanteuse ne dépassera pas les frontières françaises.
Ses meilleures ventes de singles sont :
- Si... : 700 000 disques vendus, 14e meilleure vente de l'année 1981[23]
- Oh Chéri chéri : 500 000 disques vendus, 30e des ventes de l'année 1982[24]
- Les nouveaux romantiques : 400 000 disques vendus, 27e des ventes de l'année 1981[23]
- Show me you're man enough : 400 000 disques vendus, 30e des ventes de l'année 1979[25]
- Sing to me Mama : 350 000 disques vendus, 36e des ventes de l'année 1978[26]
- La Marche des machos : 350 000 disques vendus, 41e des ventes de l'année 1980[27]
- Tchoo Tchoo : 250 000 disques vendus[28], 56e des ventes de l'année 1980[27]
- Garde-moi avec toi, Twister ma peine et Pense à moi quand même : 150 000 disques vendus[29],[30],[31]

### Singles
- 1975 : Garde-moi avec toi
- 1975 : Meine Hand in deiner Hand (version allemande de Garde-moi avec toi)
- 1975 : Los hombres story (pressage espagnol de Love me like a stranger)
- 1975 : Ma vie n'appartient qu'à toi
- 1975 : Aimée ou amoureuse
- 1976 : Samedi, dimanche et fêtes
- 1976 : Ne raccroche pas, je t'aime (version française de I'll Go Where Your Music Takes Me de Jimmy James and the Vagabonds)
- 1977 : L'amour que l'on se donne
- 1977 : Épouse-moi
- 1978 : Sing to me Mama
- 1979 : Show me you're man enough
- 1979 : Tchoo tchoo hold on the line
- 1980 : Making up, making love
- 1980 : La marche des machos
- 1980 : Si
- 1981 : I hope it's me
- 1981 : Les nouveaux romantiques (version française de Sarà perché ti amo de Ricchi e Poveri)
- 1982 : Je me souviens
- 1982 : Oh! chéri chéri... (version française de Made in Italy de Ricchi e Poveri)
- 1983 : Twister ma peine (avec Sandra)
- 1983 : Pense à moi quand même
- 1984 : Maman, la plus belle du monde
- 1984 : Vive les hommes
- 1984 : Feeling
- 1985 : Amore mio (version française de Amore mio de Pino Massara)
- 1985 : Golden girl
- 1986 : Pas d'panik (version française de Amani... pensami de Vanna Vani)
- 1987 : À l'envers à l'endroit
- 1989 : Où sont les anges
- 1990 : Serious love
- 1991 : L'amour fou
- 1999 : Fais comme l'oiseau (publié sous le nom du groupe Dear Garçon)
- 1999 : So far away from LA (publié sous le nom du groupe Dear Garçon)
- 1999 : Musique (publié sous le nom du groupe Dear Garçon)

### Albums
- 1975 : Aimée ou amoureuse
- 1976 : Ne raccroche pas, je t'aime
- 1976 : Ne regrettons pas Syracuse (Canada)
- 1978 : Sing to me Mama
- 1979 : Liars beware
- 1980 : Karen Cheryl (Mon rêve en vidéo)
- 1982 : Mes années de lycée
- 1983 : Pense à moi, quand même
- 1983 : En fête, chante pour ses copains les enfants
- 1984 : Karen Cheryl chante Noël (chansons du film J'ai rencontré le père Noël)
- 1999 : Ultimate versions (publié sous le nom du groupe Dear Garçon)

#### Compilations
Liste non exhaustive :
- 1977 : Super-Stars Télé
- 1980 : Karen Cheryl chante en français
- 1981 : Best original Gold record
- 1981 : La marche des machos
- 1981 : Chante pour nous mama
- 1982 : Les numéros 1
- 1983 : Les N° 1 orchestral synthétiseur
- 1983 : Les N° 1 made in USA
- 1992 : Best of Karen Cheryl
- 1993 : Les n°1 20 cœurs
- 2025 : Étonnamment romantique - Best Of (50 ans de carrière 1975-2025)

### Choriste
Karen Cheryl a participé en tant que choriste à une chanson de l'album de Liane Foly, sorti en 2001, Entre Nous.

## Europe 1
- 1999-2001 : SLC : présentatrice le samedi
- 2001-2008 : Interview people
- 2002-2006 : Confessions orbitales : présentatrice le dimanche[32]
- Depuis le 8/1/2011 : Il n'y a pas qu'une vie dans la vie, présentatrice les samedi et dimanche[33]

## Émissions de télévision
- 1975 : Journée aux Excoffons à Vailly en Haute-Savoie, représentant la tradition de la région, présentée par Danièle Gilbert et organisée à l'occasion de cette fête[réf. nécessaire]
- 1980 : L'inspecteur mène l'enquête - épisode La Cible sur TF1 (jeu télévisé présenté par Bernard Golay) : participante
- 1980 : Numéro un (TF1) : invitée principale de l'émission de variétés de Maritie et Gilbert Carpentier
- 1983 : Dorothée : Le Show (Antenne 2) : participante
- 1984 : Destination Noël (TF1) : animatrice
- 1985-1986 : Vitamine (TF1) : animatrice
- 1987 - 1989 : La Lucarne d'Amilcar (M6) : animatrice / la fée Mina (personnage) ; environ 120 épisodes
- 1987 : Dorothée Show (TF1) : invitée
- 1992-1993 : Hugo Délire (jeu télévisé quotidien, France 3) : animatrice
- 1992 : Élection de Miss France 1993 présentée par Julien Lepers (France 3) : jurée
- 1993-1994 : Les Délires d'Hugo (jeu télévisé hebdomadaire, France 3) : animatrice
- 1995 : Cluedo (jeu télévisé, France 3) : « la victime »
- 1995 : Élection de Miss France 1996 présentée par Jean-Pierre Foucault (TF1) : jurée
- 1999 : Eurovision 1999 : La Sélection : coprésentatrice avec Julien Lepers (France 3)
- 2000 : Eurovision 2000 : La Sélection (France 3) : coprésentatrice avec Julien Lepers
- 2007 - 2011 : Les Années bonheur animée par Patrick Sébastien (France 2) : coanimatrice avec Fabien Lecœuvre
- 2007 - 2019 : Les Grands du rire (France 3) animée par Yves Lecoq : chroniqueuse avec Henry-Jean Servat
- 2011 : Je t'aime à l'italienne (France 3) : coanimatrice avec Yves Lecoq et Henry-Jean Servat
- 2011 : Été Party 80 à Dax (France 3) : animatrice
- 2024-2025 : Les Grands du rire (C8) : coanimatrice avec Bernard Montiel

## Filmographie

### Cinéma
- 1984 : J'ai rencontré le père Noël, film de Christian Gion : la fée / l'institutrice

### Télévision
- 1994 : Les Filles d'à côté (TF1) : Karen (dans 12 épisodes)
- 1995-1996 Les Nouvelles Filles d'à côté (TF1) : Karen Garnier (dans 76 épisodes)
- 1996 : Jamais deux sans toi...t - épisode 52 Baby Star (TF1) : Karen
- 1998-1999 : Ma voyante préférée (TF1) : Marilyn Delange alias Marilyn Sunday

### Clip
- 1989 : chanson Liban par 75 artistes pour les enfants du Liban

## Théâtre
- 1992 : Chacun pour moi de Daniel Colas, mise en scène de l'auteur, Théâtre Michel

## Publication
- Karen Cheryl, Secrets de Filles, Jean-Claude Lattès, 1997, 192 p.  (ISBN 2709617625 et 978-2709617628)
- Lors d'une interview de TV MAG en février 2022, Isabelle indique ne pas vouloir écrire de biographie en précisant avoir précédemment accepté et commencé[34]. Jugeant que livrer ses souvenirs serait impudique, elle abandonnera ce projet.